# Тулома (село)
Тулома (рос. Тулома) — село у Кольському районі Мурманської області Російської Федерації.
Населення становить 1991 особу. Орган місцевого самоврядування — Туломське сільське поселення .

## Населення
| 2002 | 2010  |
| ---- | ----- |
| 2247 | ↘1991 |